# Jay Cameron
Jay Cameron (New York, 14 september 1928 - 21 maart 2001) was een Amerikaanse jazz-saxofonist en klarinettist.
Cameron leerde vanaf 1940 saxofoon spelen en speelde van 1944 tot 1947 in de band van Ike Carpenter. Eind jaren veertig verhuisde hij naar Europa, waar hij werkte met Rex Stewart, Bill Coleman, Roy Haynes en Henri Renaud, in Italië en Frankrijk. Ook was hij actief in België, Duitsland en Scandinavië. In 1955 speelde hij in Parijs in een groep met Bobby Jaspar, Barney Wilen en Jean-Louis Chautemps, met deze band maakte Cameron opnames voor Vogue. Ook was hij lid van de bigband van Boyd Bachmann. In 1956 keerde hij terug naar Amerika, waar hij speelde bij Woody Herman (1956), Maynard Ferguson (1957-1958), Freddie Hubbard (1958) en Slide Hampton (1960). Andere musici waarmee hij samenwerkte waren onder meer Dizzy Gillespie, Chet Baker, Candido Camero, André Hodeir en Les en Larry Elgart. In de jaren zestig speelde  hij met Paul Winter, met wie hij toerde en ook opnam. Cameron had ook zijn eigen groepen, zoals de International Sax Band en de Third Herdsmen. Daarnaast heeft hij ook lesgegeven. De laatste jaren van zijn leven woonde hij in San Diego.

## Discografie
Jay Cameron's International Sax Band:
- The Vogue Sessions 1955, Vogue